# Marie Poledňáková
Marie Poledňáková, rozená Jandová, (7. září 1941 Strakonice – 8. listopadu 2022 Praha) byla česká scenáristka, režisérka a mediální podnikatelka.

## Životopis
Marie Poledňáková se narodila ve Strakonicích do rodiny univerzitního profesora. Rané dětství prožila v Nepomuku. V 15 letech měla vážnou autonehodu a krátce poté prodělala zánět srdečního svalu, který ji na několik měsíců upoutal na lůžko.
Po absolvování gymnázia chtěla studovat chemii, což jí nebylo umožněno z kádrových důvodů – část rodiny emigrovala. Místo na vysokou školu nastoupila do továrny na nádobí Napako.
Byla vdaná, jejím manželem byl Ivan Poledňák, český muzikolog. Měli spolu jedno dítě – syna Petra Poledňáka. Manželství ale nevydrželo, po několika letech se rozvedli a Marie zůstala sama s tehdy osmiletým Petrem. Právě tato skutečnost se později stala inspirací k oblíbeným komediím s Tomášem Holým v hlavní roli.
V roce 1961 jí dramaturg Jaroslav Dietl nabídl místo asistentky režie v Československé televizi. Jako asistentka režie pracovala 10 let. Po večerním studiu AMU, obor dramaturgie, pracovala jako scenáristka a režisérka. V roce 1982 odešla na Barrandov, kde pracovala šest let jako režisérka Filmového studia Barrandov. V roce 1990 spoluzaložila akciovou společnost FTV Premiéra, která získala první licenci pro soukromé televizní vysílání v Česku (nyní TV Prima). Po prodeji obchodního podílu v roce 1994 podnikala v nakladatelství a vydavatelství Premiéra Studio.
Roku 2016 ji postihla mozková příhoda, od té doby se její zdravotní stav zhoršoval. Zemřela dne 8. listopadu 2022 ve věku 81 let.

## Zajímavosti
Film Jak dostat tatínka do polepšovny vyvolal pozdvižení na mezinárodním festivalu v Monte Carlu. Odborná porota po projekci prohlásila, že Tomáš Holý je nejlepším dětským hercem od dob Shirley Templové a na počest Marie Poledňákové uspořádala slavnostní oběd. Film dostal hlavní cenu Zlatá nymfa a cenu Cine del Duca, která se uděluje režisérům do 30 let, přestože Marii bylo už 37 let. Po návratu do Československa se pozlacené sošky zmocnil tehdejší ředitel Československé Televize, Jan Zelenka. Po jeho odstoupení byla soška ukradena a její další osud je neznámý.
Dvojice komedií s Tomášem Holým v hlavní roli, Jak vytrhnout velrybě stoličku a Jak dostat tatínka do polepšovny, měla mít původně třetí pokračování. Jmenovalo se Jak Anděla viděla anděla. Anděla je jméno holčičky, se kterou klokan přiletí v březnu. Příběh se odehrává asi 10 let po jejím narození. Scénář vznikal mezi roky 1988–89. Vznikly nejméně dvě verze scénáře. Marie oslovila Tomáše Holého, nyní už studenta práv. Tomáš už ale nechtěl filmovat, proto vznikla druhá verze scénáře, ve které měl pouze symbolickou roli v několika málo záběrech. S tím Tomáš souhlasil. Mělo se filmovat v roce 1990, Tomáš Holý ale tragicky zemřel při autonehodě. Marie proto projekt opustila a v roce 1996 jej pod stejným názvem vydala knižně. Projekt po kompletním přepracování posloužil jako základ pro film Jak se krotí krokodýli, kde postavu Vaška převzal Jiří Mádl.

## Tvorba, výběr
- 1973 Hliněný vozíček – režie
- 1973 Otevřený kruh (TV) – dramaturgie a režie
- 1974 Královské usínání (TV) – režie
- 1977 Jak vytrhnout velrybě stoličku (TV) – scénář a režie, hlavní cena MTF Zlatá Praha
- 1978 Jak dostat tatínka do polepšovny (TV) – scénář a režie, Zlatá nymfa za scénář a cenu Cine del Duca za režii
- 1980 Kotva u přívozu (TV) – cena Zlatý krokodýl – scénář a režie
- 1982 S tebou mě baví svět – Komedie století a zároveň nejlepší dětský film století českého filmu – scénář a režie
- 1987 Zkrocení zlého muže – scénář a režie
- 1990 Dva lidi v zoo – scénář a režie
- 2006 Jak se krotí krokodýli – scénář a režie
- 2009 Líbáš jako Bůh – scénář a režie
- 2012 Líbáš jako ďábel – scénář a režie